# امارانت، پیایوی
امارانت، پیایوی (به پرتغالی: Amarante, Piauí) یک سکونتگاه مسکونی در برزیل است که در پیاوی واقع شده‌است.